# Merfen Orange (Band)
Merfen Orange war eine Schweizer Mundart-Hip-Hop-Gruppe aus Thun, die im Jahr 1995 gegründet wurde. Die Musik der Gruppe kann neben Mundart-Rock auch Crossover, Breakbeat, Drum and Bass, Funk, Trip-Hop, und Acid Jazz zugewiesen werden. Die Gruppe hat sich nach dem Album Am Apparat aufgelöst. Den Namen hat die Band von einem Desinfektionsmittel gleichen Namens.

## Diskografie

### Alben
- 1996: Fertig Luschtig (CH: #33)[1]
- 1998: Blockstoff (CH: #22)[1]
- 2000: Am Apparat (Universal Music Group)

### Singles
- 1996: Dr Summer chunnt
- 1998: Chuchi
- 2000: Vespa (Universal Music Group)